# Ea Bar, Sông Hinh
Ea Bar là một xã thuộc huyện Sông Hinh, tỉnh Phú Yên, Việt Nam.
Xã Ea Bar có diện tích 101,59 km², dân số năm 1999 là 3.228 người, mật độ dân số đạt 32 người/km².